# Belvedere Airport Circuit
Der Belvedere Airport Circuit war eine temporäre Motorsportrennstrecke rund 8 Kilometer westlich des Stadtzentrums der Hauptstadt Harare in Simbabwe.

## Geschichte
Der Flugplatzrundkurs lag auf dem Gelände des 1956 geschlossenen Belvedere Aerodroms der damals noch Sailsbury gennten Stadt, das jedoch nicht mit dem heutigen Harare International Airport identisch ist. Sie wurde 1957 eingerichtet und hatte eine Streckenlänge von 3219 Metern mit vier Kurven und einer Schikane. Der Belvedere Circuit war der Austragungsort des ersten Formel-1-Rennens 1960 zum Großen Preis von Rhodesien.
Ende der 1960er Jahre wurde der Verschleiß des Streckenbelages zu groß und die schnellen Formel-Rennen konnten nicht mehr sicher abgehalten werden. Die Rennen fanden danach auf dem 5 Kilometer weiter östlich gelegenen Belvedere Street Circuit und dem Coronation Park Circuit  statt. Im Oktober 1972 fand das letzte Rennen in Belvedere statt, danach wurden die Rennen auf den neu erbauten Donnybrook Raceway in Harare verlegt.
Der Flugplatz wurde später in der Folge urban überbaut. Es existiert lediglich noch die alte Start- und Landebahn, die als „Ganges Road“ die Vororte Belvedere South und Ridgeview trennt.